# NGC 186
NGC 186 ist eine linsenförmige Galaxie vom Hubble-Typ SB0+ im Sternbild Fische auf der Ekliptik. Sie ist schätzungsweise 213 Millionen Lichtjahre von der Milchstraße entfernt und hat einen Durchmesser von etwa 85.000 Lichtjahren.
Im selben Himmelsareal befinden sich die Galaxien NGC 193, NGC 194, NGC 199, NGC 204.
Das Objekt wurde am 23. September 1862 von dem deutsch-dänischen Astronomen Heinrich Ludwig d’Arrest entdeckt.